# Аршица (Вранча)
Аршица (рум. Arșița) насеље је у Румунији у округу Вранча у општини Андрејашу де Жос. Oпштина се налази на надморској висини од 612 m.

## Становништво
Према подацима из 2002. године у насељу је живело 235 становника, од којих су сви румунске националности.